# Cerkiew św. Apostoła Jana Teologa w Połowcach
Cerkiew pod wezwaniem św. Apostoła Jana Teologa – prawosławna cerkiew cmentarna w Połowcach. Należy do parafii Opieki Matki Bożej w Zubaczach, w dekanacie Kleszczele diecezji warszawsko-bielskiej Polskiego Autokefalicznego Kościoła Prawosławnego.
Obiekt mieści się na cmentarzu prawosławnym, założonym po II wojnie światowej w związku ze zmianą przebiegu granicy polsko-radzieckiej (wcześniej użytkowany cmentarz znalazł się w Białoruskiej SRR). Cerkiew jest dawnym budynkiem mieszkalnym, zaadaptowanym w 1966 r. na świątynię prawosławną.
Uroczystość patronalna obchodzona jest 21 maja (8 maja według starego stylu).